# ケラチン5
ケラチン5（英: keratin 5、KRT5、K5）またはサイトケラチン5（英: cytokeratin 5、CK5）は、ヒトではKRT5遺伝子にコードされるタンパク質である。ケラチン14（K14）とともに二量体を形成し、基底層の上皮細胞の細胞骨格を構成する中間径フィラメントを形成する。このタンパク質は、単純型表皮水疱症、乳がん、肺がんなどいくつかの疾患と関係している。

## 構造
ケラチン5は、ケラチンファミリーの他のメンバーと同様、中間径フィラメント（IF）タンパク質である。これらのタンパク質は、中心部の約310残基からなるロッドドメイン（rod domain）によって特徴づけられ、このドメインには4本のαヘリックス（ヘリックス1A、1B、2A、2B）と3つの短いリンカー領域（L1、L1-2、L2）が含まれている。ロッドドメインの両端に位置するhelix initiation motif（HIM）とhelix termination motif（HTM）は高度に保存されている。これらのモチーフはヘリックスの安定化、ヘテロ二量体の形成、フィラメント形成に特に重要である。ロッドドメインの両側のヘッド領域とテール領域は多様性が高く、ヘリックス構造をとらない。これらはIF表面から突出してIFタンパク質間の結合特異性をもたらしている。
ロッドドメインには疎水性のヘプタッドリピート（7残基の反復パターン）が存在し、2つの異なるIFタンパク質が疎水性相互作用によって互いに巻きついてコイルドコイルを形成する。こうしたヘテロ二量体はタイプI（酸性）ケラチンとタイプII（塩基性）ケラチンの特定のペアの間で形成される。K5はタイプIIケラチンであり、タイプIケラチンK14と対合する。コイルドコイル二量体どうしは逆平行方向に結合して段階的に組み立てられ、また他のコイルドコイルとの末端どうしの相互作用によって巨大な10 nm中間径フィラメントが形成される。

## 機能
ケラチン5（そしてケラチン14）は、主に表皮基底層のケラチノサイト、具体的には、皮膚や消化管の重層扁平上皮に発現している。ケラチン中間径フィラメントは上皮細胞内で細胞骨格の足場を構成し、細胞構造に寄与するとともに機械的・非機械的なストレスへの耐性を付与している。K14の非ヘリカルテール領域が中間径フィラメント表面において弱いクロスリンカーとして作用することで、K5/K14ケラチンは広範囲にわたってバンドル形成を行うことができる。このバンドル形成によって、中間径フィラメントの弾性、そして機械的レジリエンスが高まる。
K5/K14中間径フィラメントはデスモプラキンやプラコフィリン1を介して基底細胞のデスモソームに固定されており、それによって隣接細胞と連結されている。ヘミデスモソームでは、プレクチンやBPAG1が膜貫通タンパク質α6β4インテグリンやBP180に結合し、基底細胞のK5/K14フィラメントを基底板へ連結している。

## 臨床的意義

### 単純型表皮水疱症
単純型表皮水疱症（EBS）は、K5またはK14のいずれかの変異と関連した、皮膚に水疱が形成される遺伝疾患である。EBSの原因となる変異は主にミスセンス変異であるが、少数の症例では挿入または欠失が原因となっている。こうした変異はドミナントネガティブとして作用し、変異ケラチンタンパク質は細胞骨格の構造や完全性に干渉する。こうした細胞骨格の組織化の異常によってヘミデスモソームやデスモソームへの固定が失われ、基底細胞どうしや基底層との連結が失われる。
EBSの重症度は、変異を有するケラチンの種類とともに、タンパク質内で変異が生じた位置にも依存していることが観察されている。ロッドドメイン両端（HIMやHTM）に位置する「ホットスポット」と呼ばれる10–15残基からなる2つの領域に生じた変異は、より重篤なEBSと関連している傾向がみられ、その他の部位の変異は通常は比較的軽症型となる。ホットスポット領域にはαヘリックスからなるロッドの開始部位や終結部位が含まれているため、こうした部位の変異はヘリックスの安定化やヘテロ二量体形成に大きな影響が生じることが多い。

### がん
ケラチン5は、乳がんや肺がんなど、いくつかの種類のがんでバイオマーカーとして機能する。多くの場合、ケラチン6に対しても反応するサイトケラチン5/6抗体を用いて、ケラチン6と合わせて検査が行われる。
Basal-like乳がんは標的治療が存在しないため、他の種類の乳がんよりも予後が悪い傾向がある。こうした乳がんはHER2やエストロゲン受容体、プロゲステロン受容体を発現していないため、他の乳がんに対して著効するトラスツズマブ（ハーセプチン）による治療やホルモン療法に対して応答しない。K5の発現は基底細胞のみでみられるため、basal-like型乳がんの患者をスクリーニングし、効果のない治療を受けることがないようにするための重要なバイオマーカーとして機能する。
肺がんに関する研究では、扁平上皮がんではK5の発現レベルが上昇しており、K5を発現している幹細胞から生じたものである可能性が高いことが示されている。K5は中皮腫のマーカーとしても機能し、肺腺がんとの鑑別に利用される場合がある。
同様に、乳腺の乳頭腫はK5陽性であり、乳頭がんはK5陰性であるため、両者の鑑別に利用される場合がある。また、基底細胞がん、移行上皮がん、唾液腺腫瘍、胸腺腫のマーカーとしても機能する。
K5の発現は、上皮間葉転換を起こしつつある細胞の中間型表現型と関連づけられている。この過程は腫瘍のプログレッションや転移に大きな役割を果たしており、腫瘍細胞が体内を移動して遠隔部位でコロニー形成を行う過程を補助している。そのため、K5は基底細胞の転移を特定するために有用である可能性がある。

## 関連文献
- “Mutation analysis of the entire keratin 5 and 14 genes in patients with epidermolysis bullosa simplex and identification of novel mutations”. Human Mutation 21 (4):  447. (Apr 2003). doi:10.1002/humu.9124. PMID 12655565.
- “X-ray imaging physics for nuclear medicine technologists. Part 2: X-ray interactions and image formation”. Journal of Nuclear Medicine Technology 33 (1):  3–18. (Mar 2005). PMID 15731015.
- “Regulation of epidermal keratin expression by retinoic acid and thyroid hormone”. The Journal of Dermatology 19 (11):  774–80. (Nov 1992). doi:10.1111/j.1346-8138.1992.tb03779.x. PMID 1284070.
- “A mutation in the conserved helix termination peptide of keratin 5 in hereditary skin blistering”. Nature 356 (6366):  244–6. (Mar 1992). Bibcode: 1992Natur.356..244L. doi:10.1038/356244a0. PMID 1372711.
- “Cellular localization of mRNA for cellular retinoic acid-binding protein II and nuclear retinoic acid receptor-gamma 1 in retinoic acid-treated human skin”. The Journal of Investigative Dermatology 99 (2):  146–50. (Aug 1992). doi:10.1111/1523-1747.ep12616781. PMID 1378478.
- “Three epidermal and one simple epithelial type II keratin genes map to human chromosome 12”. Cytogenetics and Cell Genetics 57 (1):  33–8. (1991). doi:10.1159/000133109. PMID 1713141.
- “Mapping of epidermolysis bullosa simplex mutation to chromosome 12”. American Journal of Human Genetics 49 (5):  978–84. (Nov 1991). PMC 1683248. PMID 1718160.
- “Epidermolysis bullosa simplex: evidence in two families for keratin gene abnormalities”. Science 254 (5035):  1202–5. (Nov 1991). Bibcode: 1991Sci...254.1202B. doi:10.1126/science.1720261. PMID 1720261.
- “Sequence and expression of a type II keratin, K5, in human epidermal cells”. Molecular and Cellular Biology 8 (1):  486–93. (Jan 1988). doi:10.1128/mcb.8.1.486. PMC 363157. PMID 2447486.
- “Isolation and characterization of a cDNA clone coding for human epidermal keratin K5. Sequence of the carboxyterminal half of this keratin”. The Journal of Investigative Dermatology 91 (1):  39–42. (Jul 1988). doi:10.1111/1523-1747.ep12463286. PMID 2455002.
- “The sequence of the human epidermal 58-kD (#5) type II keratin reveals an absence of 5' upstream sequence conservation between coexpressed epidermal keratins”. DNA 7 (5):  337–45. (Jun 1988). doi:10.1089/dna.1.1988.7.337. PMID 2456903.
- “Isolation, sequence, and expression of a human keratin K5 gene: transcriptional regulation of keratins and insights into pairwise control”. Molecular and Cellular Biology 9 (9):  3685–97. (Sep 1989). doi:10.1128/mcb.9.9.3685. PMC 362429. PMID 2476664.
- “Missing links: Weber-Cockayne keratin mutations implicate the L12 linker domain in effective cytoskeleton function”. Nature Genetics 5 (3):  294–300. (Nov 1993). doi:10.1038/ng1193-294. PMID 7506097.
- “Making a connection: direct binding between keratin intermediate filaments and desmosomal proteins”. The Journal of Cell Biology 127 (4):  1049–60. (Nov 1994). doi:10.1083/jcb.127.4.1049. PMC 2200061. PMID 7525601.
- “Epidermolysis bullosa simplex: a keratin 5 mutation is a fully dominant allele in epidermal cytoskeleton function”. American Journal of Human Genetics 56 (3):  577–85. (Mar 1995). PMC 1801159. PMID 7534039.
- “A common keratin 5 gene mutation in epidermolysis bullosa simplex--Weber-Cockayne”. The Journal of Investigative Dermatology 104 (5):  877–9. (May 1995). doi:10.1111/1523-1747.ep12607050. PMID 7537780.
- “Allelic variations of human keratins K4 and K5 provide polymorphic markers within the type II keratin gene cluster on chromosome 12”. The Journal of Investigative Dermatology 100 (6):  735–41. (Jun 1993). doi:10.1111/1523-1747.ep12475671. PMID 7684424.
- “Identification of a leucine-to-proline mutation in the keratin 5 gene in a family with the generalized Köbner type of epidermolysis bullosa simplex”. Human Mutation 2 (2):  94–102. (1993). doi:10.1002/humu.1380020206. PMID 7686424.
- “The genetic basis of Weber-Cockayne epidermolysis bullosa simplex”. Proceedings of the National Academy of Sciences of the United States of America 90 (15):  7414–8. (Aug 1993). Bibcode: 1993PNAS...90.7414C. doi:10.1073/pnas.90.15.7414. PMC 47148. PMID 7688477.